# Polycentropus chilensis
Polycentropus chilensis är en nattsländeart som beskrevs av Yamamoto 1966. Polycentropus chilensis ingår i släktet Polycentropus och familjen fångstnätnattsländor. Inga underarter finns listade i Catalogue of Life.